# Ernest Mtawali
Ernest-Chirwali Mtawali (Bloemfontein, 10 ottobre 1968) è un allenatore di calcio ed ex calciatore malawiano, nato nella Repubblica Sudafricana, di ruolo centrocampista.

## Biografia
Sposato con Tandy, ha una figlia, Siyabonga, nata nel 1991.

## Carriera

### Club
Inizia la carriera da calciatore giocando nelle giovanili di Young Merchants, Bloemfontein Celtic e Sundowns, arrivando nella prima squadra del Bloemfontein Celtic nel 1984. Nel 1993 passa al Mamelodi Sundowns. Due anni dopo si trasferisce a Rosario, Argentina, per giocare con il Newell's Old Boys. Scende in campo in quattro occasioni disputando il torneo di Clausura. Ritornato al Mamelodi, gioca altre due stagioni prima di fare ritorno in Argentina con la maglia del Talleres Córdoba, società militante nella seconda divisione.
Nell'estate del 1997 viene acquistato dai francesi del Tolosa, squadra di Division 1, con i quali esordisce alla prima di campionato contro il Rennes (1-0). A fine stagione vanta 25 presenze senza reti nel torneo. Inizia anche la stagione seguente con la divisa del Tolosa ma nel dicembre del 1998 il contratto che lo lega ai francesi viene cancellato e Mtawali si ritrova senza un club. Si trasferisce all'Al-Wahda Club di La Mecca, società che disputa il massimo campionato saudita. Gioca in Arabia Saudita fino al 2000, quando decide di fare ritorno in patria all'Orlando Pirates. Termine la sua lunga carriera calcistica nel 2004, con la maglia dell'Ajax di Città del Capo, arrivando dunque a giocare in quattro continenti diversi.
Dal 2015 al 2017 è stato il commissario tecnico della nazionale malawiana.

## Palmarès

### Giocatore

#### Competizioni nazionali
- Campionato sudafricano: 2

Orlando Pirates: 2000-2001, 2002-2003